# Ar
Un ar, având simbolul a, este o unitate de măsură pentru arie, având valoarea egală cu 100 m² sau, echivalent, cu aria unui pătrat cu latura de 10 m.
Arul, împreună cu hectarul (simbol „ha”; 1 ha=100 ar), se utilizează frecvent la măsurarea ariei suprafețelor de teren în agricultură.
Arul are ca submultiplu centiarul: 1 centiar = 1{\displaystyle m^{2}}. Multiplul cel mai folosit este hectarul: 1 ha = 100 ari.